# Saint-Amans-des-Cots
 Saint-Amans-des-Cots  (en occitano Sent Amans) es una población y comuna francesa, situada en la región de Mediodía-Pirineos, departamento de Aveyron, en el distrito de Rodez y cantón de Saint-Amans-des-Côts.

## Demografía
| 1102 | 1020 | 931 | 992 | 859 | 771 |
| Para los censos de 1962 a 1999 la población legal corresponde a la población sin duplicidades (Fuente: INSEE [Consultar]) |      |     |     |     |     |